# Dialetto alto-alemanno
L'alto alemanno (Hochalemannisch) è un dialetto tedesco appartenente al gruppo delle lingue tedesche alemanne.
I dialetti dell'alto alemanno sono parlati in Liechtenstein e nella maggior parte della Svizzera tedesca, in alcune aree dell'Alsazia, del Baden-Württemberg e del Vorarlberg.
Caratteristiche: il suono /k/ diventa il fricativo x, e non kʰ o kx come nel basso alemanno.
Ne esistono differenti varianti:
- l'Hochalemannisch vero e proprio, è parlato soprattutto nella Svizzera tedesca, e in altri Cantoni e paesi al di fuori della Svizzera;
- il Liechtensteinisch, dialetto parlato in Liechtenstein;
- lo Schweizerdeutsch.

| Controllo di autorità | GND (DE) 4133299-4 |